# Recht op leven

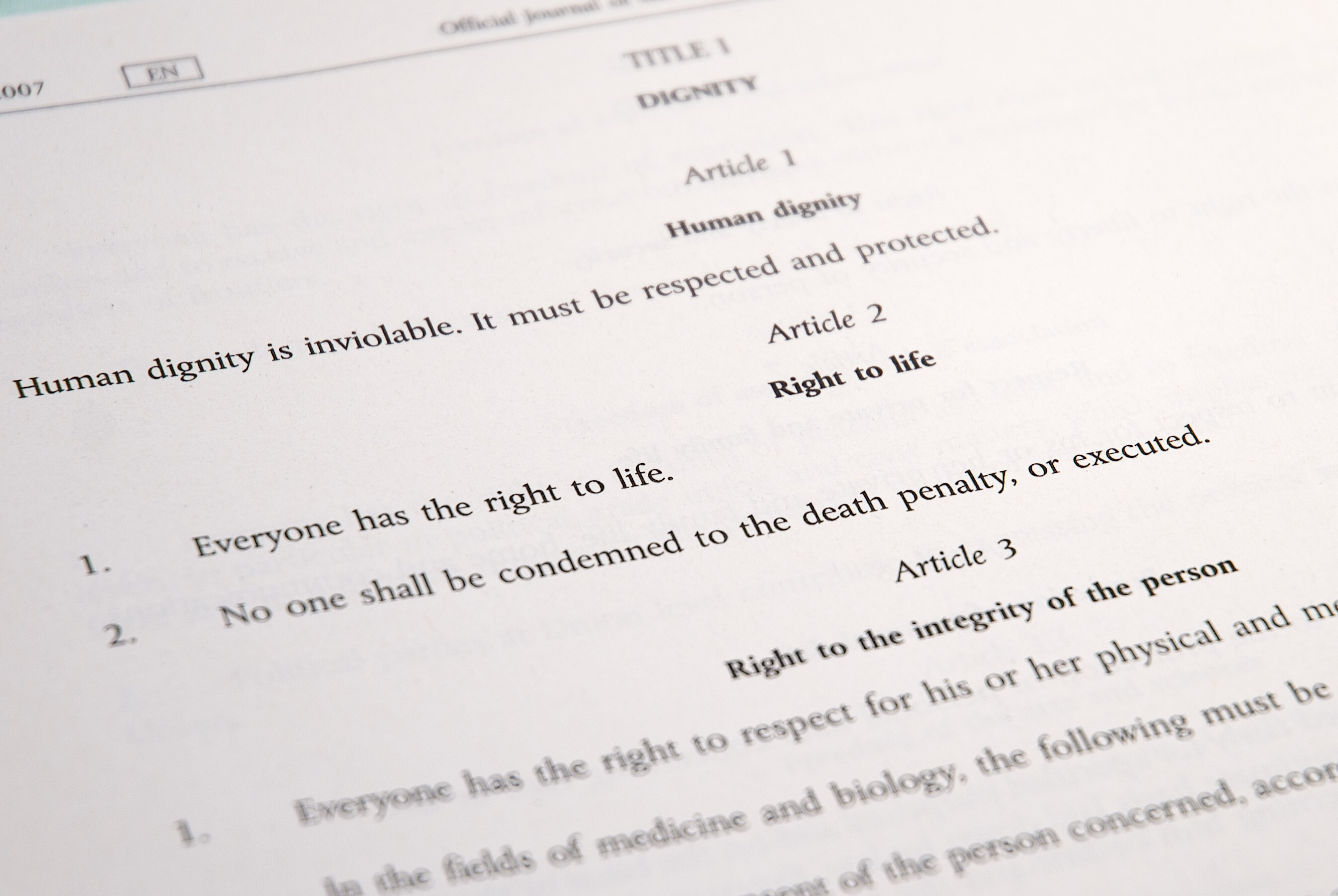
Het tweede artikel van het Handvest van de grondrechten van de Europese Unie

Het recht op leven is een van de meest fundamentele rechten van de mens. Dit recht staat centraal in debatten over de problematiek van abortus provocatus, de doodstraf, euthanasie, zelfverdediging en oorlog.

## Rechtsbronnen
Het recht op leven is onder andere verankerd in artikel 2 van het Europees Verdrag voor de Rechten van de Mens, artikel 6 van het  Internationaal verdrag inzake burgerrechten en politieke rechten en artikel 2 van het Handvest van de grondrechten van de Europese Unie. Het is niet expliciet in de Nederlandse grondwet opgenomen, al verbiedt artikel 114 wel de oplegging van de doodstraf.

## Geen absoluut recht
Het Europees Hof voor de Rechten van de Mens heeft gesteld dat het recht op leven het recht met de allerhoogste waarde is (The right to life is an inalienable right that is attributable to human beings and forms the supreme value in the hierarchy of human rights).
Het recht op leven is echter geen absoluut recht. Er zijn immers uitzonderingen op mogelijk:
1. het gebruik van geweld onder welbepaalde omstandigheden;
2. wettelijke aanhoudingen of handeling ertoe bestemd om de ontsnapping van een persoon te verijdelen;
3. opstanden, betogingen ... in bepaalde omstandigheden.

Aangezien het gaat om het opperste recht uit het EVRM, moeten deze uitzonderingen strikt worden geïnterpreteerd.
Wel kan onder geen enkele omstandigheid een schorsing worden gevraagd van het recht op leven aan de Raad van Europa, zelfs niet in oorlogstijd of algemene noodtoestand.